# Literna maura
Literna maura är en insektsart som först beskrevs av Carl Peter Thunberg 1822.  Literna maura ingår i släktet Literna och familjen spottstritar. Inga underarter finns listade i Catalogue of Life.